# 휴가스미요시역
휴가스미요시역(일본어: 日向住吉駅)은 일본 미야자키현 미야자키시에 있는 규슈 여객철도 닛포 본선의 역이다. 섬식 승강장 1면 2선의 구조를 지닌 지상역이다.

## 이용 현황
| 연도     | 하루 평균 승차 인원 | 연도     | 하루 평균 승차 인원 |
| 1999년도 | 812                 | 2005년도 | 685                 |
| 2000년도 | 790                 | 2006년도 | 689                 |
| 2001년도 | 746                 | 2007년도 | 745                 |
| 2002년도 | 731                 | 2008년도 | 824                 |
| 2003년도 | 664                 | 2009년도 | 822                 |
| 2004년도 | 701                 |          |                     |
| -------- | ------------------- | -------- | ------------------- |

## 역 주변
- 스미요시 우체국
- 사단법인 미야자키 니혼 대학 학원

## 역사
- 1913년 12월 15일 : 지로가뷰역(일본어: 次郎ヶ別府駅)으로 개업.
- 1935년 10월 1일 : 휴가스미요시역으로 개칭.
- 1987년 4월 1일 : 민영화에 따라, 규슈 여객철도로 이관.

## 인접 정차역
| 닛포 본선            | 닛포 본선   | 닛포 본선                    |
| -------------------- | ----------- | ---------------------------- |
| 사도와라 고쿠라 방면 | ■ 닛포 본선 | 하스가이케 가고시마추오 방면 |